# 蘭喬庫卡蒙加
兰乔库卡蒙加是美国加利福尼亚州圣贝纳迪诺县下属的一座城市。建市于1977年11月30日，面积大约为39.85平方英里（103.2平方公里）。根据2010年美国人口普查，该市有人口165,269人。1977年建市，由三個無建制地區（庫卡蒙加、上洛瑪和Etiwanda）合併而成。